# Zwaanendael

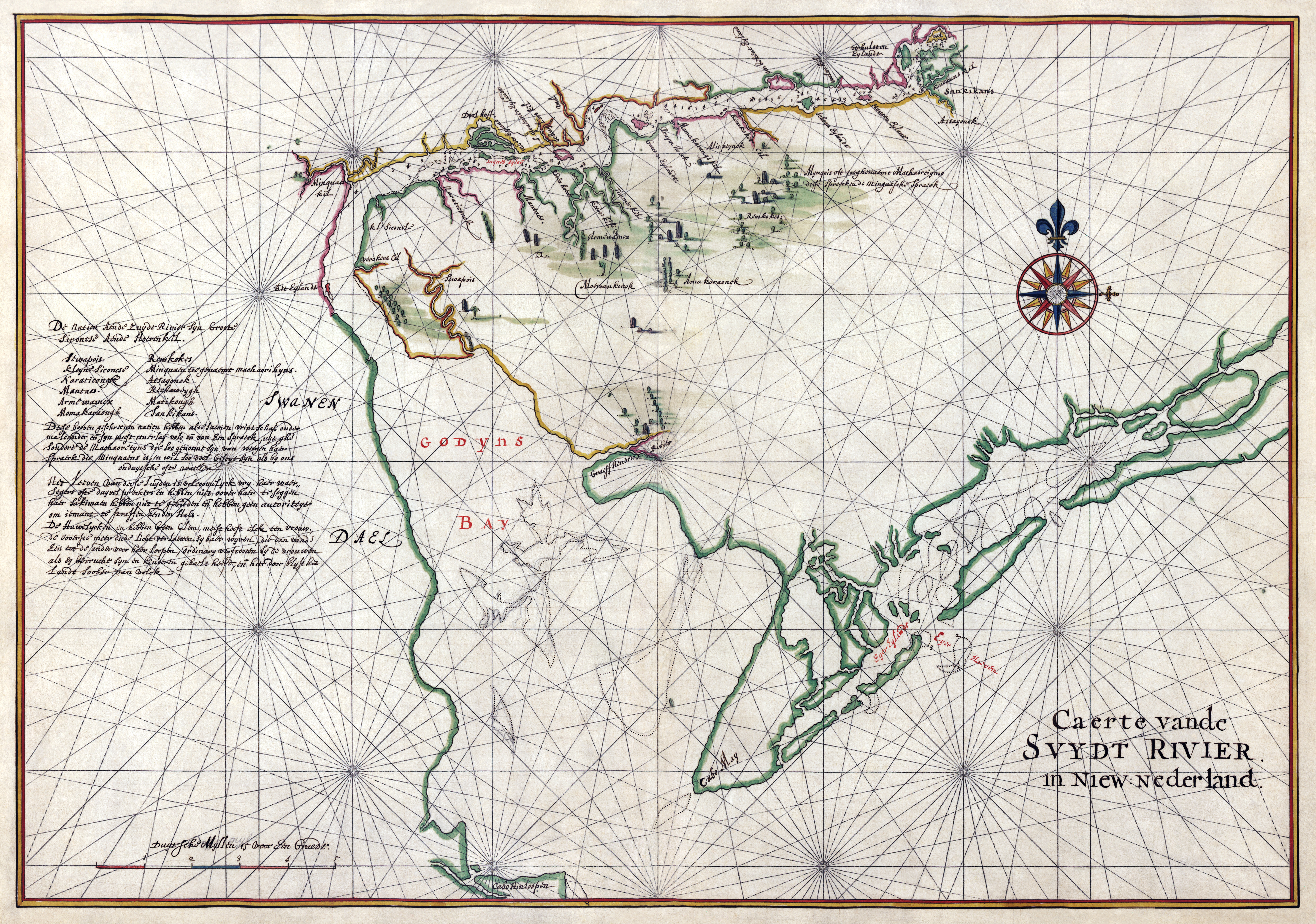
Sjökort över Zwaanendael, 1639.

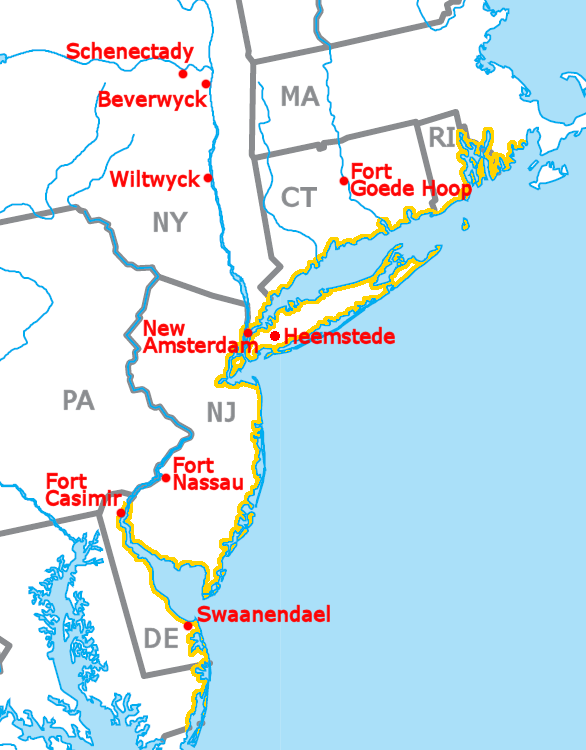
Zwaanendael vid den östra amerikanska kustlinjen.

Zwaanendael eller Swaanendael var en kortlivad koloni i Nya Nederländerna, i Delaware, USA. Den grundades 1631. Namnet är gammal nederländska för "svandalen."  Platsen där kolonin anlades är numera en stad med drygt 2 000 invånare som heter Lewes.

## Historia
Två företrädare för det Nederländska Västindiska Kompaniet, Samuel Blommaert och Samuel Godyn, köpslog med infödda om ett landområde som sträckte sig från Cape Henlopen (den södra udden av Delawarebukten) till mynningen av Delawarefloden.
Detta skedde 1629, tre år före upprättandet av köpekontraktet för Maryland och är därmed det äldsta kontraktet i Delaware-området. 
Köpet ratificerades 1630 i Fort Amsterdam av Peter Minuit. Kolonin utökades i maj 1630 genom inköp av ytterligare 31 kvadratkilometer vid Cape May, en halvö som numera är förvandlad till ö genom ett kanalbygge.
Fartyget The Walvis som var bestyckat med arton kanoner förde kolonisterna till Zwaanendael och fanns sedan kvar till kolonisternas försvar. Tjugoåtta personer bosatte sig vid Blommaerts Kill (numera Lewes creek), norr om Cape Henlopen, med Gillis Hosset som ledare. Bosättningen kan sägas vara grunden till delstaten Delaware.
Området fick namnet Swaanendael eller Zwaanendael, medan bukten som senare skulle heta Delawarebukten fick namn efter en av företrädarna för Västindiska Kompaniet, Godyn-bukten. 
Kolonins tid blev kort. Indianer slog till mot Zwaanendael som hämnd mot något som Hosset ska ha gjort. Ingen holländare kunde berätta vad som hänt, för alla dödades i överfallet. Istället var det nanticokeindianer (en algonkinstam) som berättade om överfallet för David Pietersen de Vries, när denne anlände med en andra våg av kolonister.
Det var i december 1632 som de Vries nådde de brända resterna av holländarnas bosättning. Massakern övertygade holländarna att överge Zwaanendael och kolonisterna flyttade till Nieuw-Amsterdam eller Nya Amsterdam, som senare under brittiskt styre skulle få namnet New York.